# Wolfgang Richter
Wolfgang Richter (14. června 1901 Rochlice – 26. října 1958) byl československý politik německé národnosti a meziválečný poslanec Národního shromáždění za Sudetoněmeckou stranu.

## Biografie
Byl evangelického vyznání. Vystudoval německou státní reálnou školu v Liberci. V letech 1919–1924 vystudoval německou techniku v Praze, obor stavební inženýr. Získal titul inženýra. Pak sloužil půl roku v Československé armádě. Od roku 1925 byl stavebním inženýrem a od roku 1931 úředně autorizovaným stavebním inženýrem. Profesí byl zaměstnanec. Podle údajů z roku 1935 bydlel v Ústí nad Labem.
Angažoval se politicky. Byl funkcionářem SdP (včetně její předchůdkyně SHF). Ve straně vedl oddělení pro průmysl a organizaci práce. V parlamentních volbách v roce 1935 se stal za SdP poslancem Národního shromáždění. Byl místopředsedou poslaneckého klubu SdP. Poslanecké křeslo ztratil na podzim 1938 v souvislosti se změnami hranic Československa.
Po anexi pohraničí k Německu se od podzimu 1938 angažoval v hospodářském propojování těchto území s původním teritoriem Německé říše. Během druhé světové války zastával politické posty v hospodářském sektoru Říšské župy Sudety. Podle údajů z konce roku 1938 byl vedoucím hospodářského oddělení při úřadu říšského komisaře v Liberci.
Od roku 1938 do roku 1943 zasedal za NSDAP v Říšském sněmu v Berlíně. Byl členem jednotek SA.